# Les Franqueses del Vallès
Les Franqueses del Vallès est une commune de la comarque du Vallès Oriental dans la province de Barcelone en Catalogne (Espagne).

## Sites et monuments
- Le bâtiment de la mairie
- L'église Sainte-Eulalie
- La fontaine Sainte-Eulalie

## Personnalités liées à la commune
- Sergi Barjuan (1971-) : footballeur né à Les Franqueses del Vallès.